# Ekelunda
Ekelunda är en by på östra Öland. Byn gränsar till Skarpa Alby i norr och Norra Kvinneby i söder.